# Walter Plowden

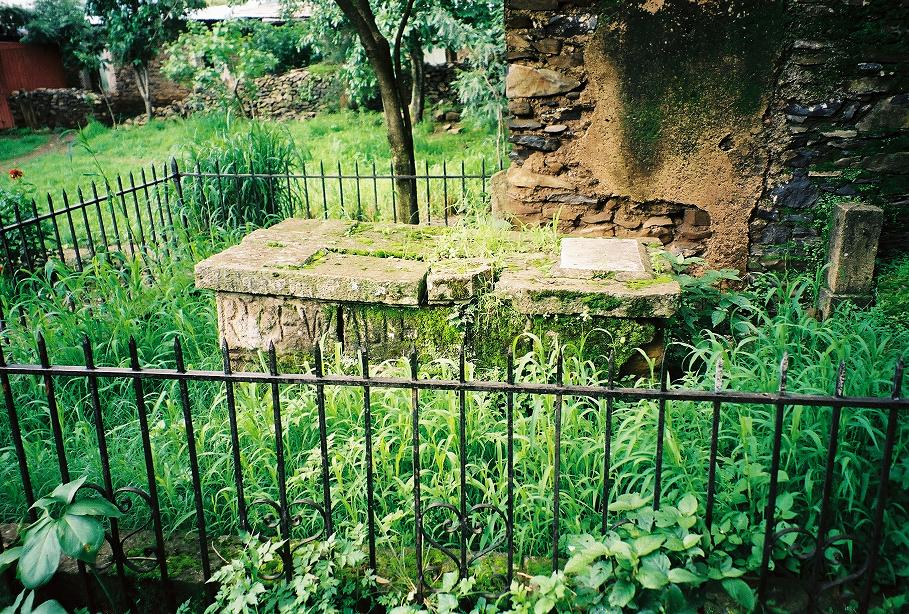
Plowdens Grab in Gonder

Walter Chichele Plowden (geb. 1820; gest. 1860) war ein britischer Diplomat und Reisender. Er war seit 1848 der erste britische Konsul in Abessinien.

## Leben
Plowden entwickelte eine Freundschaft mit dem äthiopischen Kaiser Theodor II. Plowden wurde auf einer Tour zwischen Gonder (Gondar) und dem Roten Meer von Anhängern des Warlords Agew Niguse getötet. Er ist auf der kaiserlichen Einfriedung von Gonder in der Nähe der Kirche Gem Jabet Mariyam begraben.
Der Autor J. R. Hooker bewertet seine Leistungen dreigeteilt: “as a political agent, Plowden was valuable; as a writer of travel literature he was engaging and intelligent; but as a consul he was useless, his commercial reports being limited to three in 1852. He was never at his post after 1855.”
Plowdens Schriften wurden posthum, acht Jahre nach seinem Tod, von seinem Bruder Trevor Chichele Plowden unter dem Titel Travels in Abyssinia and the Galla Country, with an account of a mission to Ras Ali in 1848 (London, 1868) veröffentlicht.
Für den aus Abessinien stammenden Zar-Kult und seine Besessenen lieferte Plowden ein frühes Zeugnis: 

“These Zars are spirits or devils of a somewhat humorous turn, who, taking possession of their victim, cause him to perform the most curious antics, and sometimes become visible to him while they are so to no one else – somewhat I fancy after the fashion of the ‘Erl King.’ The favourite remedies are amulets and severe tom-toming, and screeching without cessation, till the possessed, doubtless distracted with the noise, rushes violently out of the house, pelted and beaten, and driven to the nearest brook, where the Zar quits him, and he becomes well.”

„Diese Zars sind Geister oder Teufel von einem etwas humorvollen Schlage, die, indem sie ihr Opfer in Besitz nehmen, es dazu bringen, die merkwürdigsten Mätzchen auszuführen, und manchmal für ihr Opfer sichtbar werden, während sie es sonst für niemand anderes sind – was ich mir nach der Art des ‚Erlkönigs‘ vorstelle. Die bevorzugten Heilmittel sind Amulette und heftiges Tamtam, und Kreischen ohne Ende, solange bis der Besessene, der zweifellos von dem Lärm abgelenkt ist, gewaltsam aus dem Haus stürzt, geprügelt und geschlagen, und zum nächsten Bach getrieben wird, wo der Zar ihn verlässt und es ihm wieder gut geht.“

## Schriften
- Travels in Abyssinia and the Galla country: with an account of a mission to Ras Ali in 1848. Longmans, Green, and Co., London 1868 (Textarchiv – Internet Archive)